# Дахштайн
Дахштайн (Дахштейн, нем. Dachstein, букв. Кровельный камень) — карстовый горный массив. Представляет собой высокогорное плато, расположенное на территории австрийских земель Верхняя Австрия, Штирия и Зальцбург, из-за чего его называют «Гора трёх земель» (Drei-Länder-Berg). Высочайшая вершина — гора Хоэр-Дахштейн, 2995 м, вторая по высоте гора в Северных Известняковых Альпах, высочайшая вершина в Штирийских Альпах.
Массив Дахштайн имеет размеры 20×30 км, около десяти пиков имеют высоту выше 2500 м, самые высокие находятся в южной и юго-западной части плато. С севера массив покрыт спускающимися с него ледниками, над которыми видны горные вершины, а с юга гора практически вертикально обрывается в долину.
Благодаря своему исключительному ландшафту в 1997 году гора Дахштайн вместе с городком Халльштатт вошли в список Всемирного наследия ЮНЕСКО.

## Геология
Массив Дахштайн в основном состоит из известняка, образовавшегося в Триасовый период. Как любой карстовый район, Дахштайн пронизан большим числом пещер. Здесь находятся крупнейшие пещеры Австрии, такие как Маммутхёле (Mammuthhöhle) и Хирлацхёле (Hirlatzhöhle), а также популярная среди туристов Айсризенхёле (Eisriesenhöhle). Также Дахштайн также известен своими окаменелостями.
Для Северных Известняковых Альп оледенения нехарактерны, поэтому крупные ледники, расположенные на Дахштайне — ледник Гальштат (Hallstätter Gletscher), Большой Гозау (Großer Gosaugletscher) и ледник Шладминг Schladminger Gletscher, являются самыми северными и самыми восточными ледниками в Альпах. В настоящее время ледники быстро отступают и могут полностью исчезнуть через 80 лет. Ледник Гальштат только за 2003 год отступил на 20 метров.

## Скалолазание
Вершина массива была впервые покорена в 1832 году Петром Гаррмайром по маршруту через ледник Гозау. Через два года на вершине был поставлен деревянный крест. В зимний период вершину первым покорил Фидрих Симони 14 января 1847 года. Южная стена была впервые пройдена 22 сентября 1909 года.
Являясь самой высокой точкой двух земель, вершина Дахштайн представляет интерес для туристов и в летнее, и в зимнее время года. При хорошей погоде до 100 скалолазов могут одновременно пытаться забраться на вершину.
Недалеко от города Халльштатт, лежащего у подножия горы Дахштайн, работает фуникулер, на котором туристы могут подняться к вершине и насладиться восхитительными видами. Также можно посетить две пещеры: Ледяную пещеру и пещеру Мамонта.

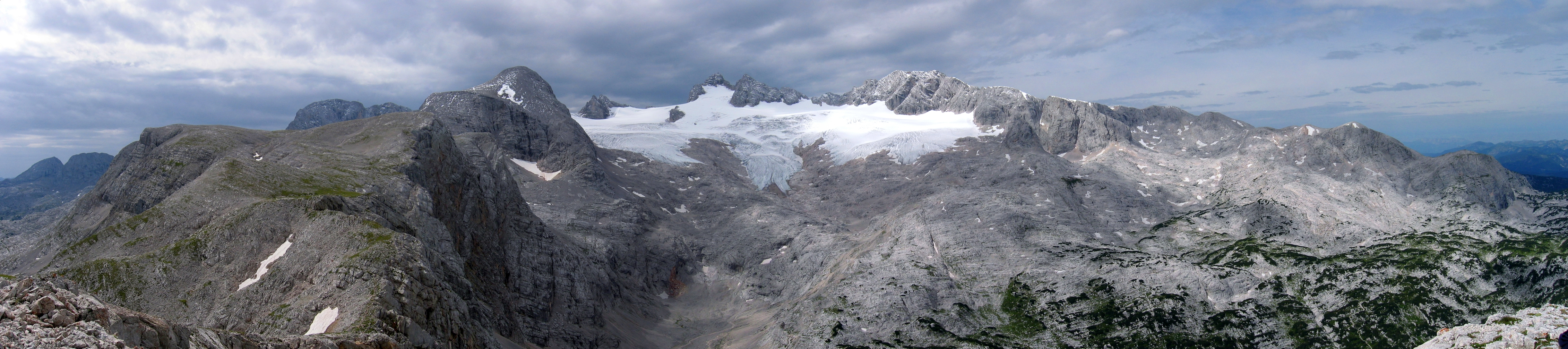
Панорама массива Дахштайн